# Alessandro Varotari

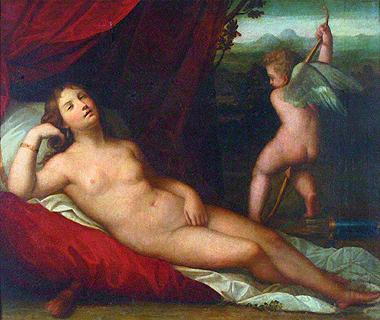
Venere e Amore

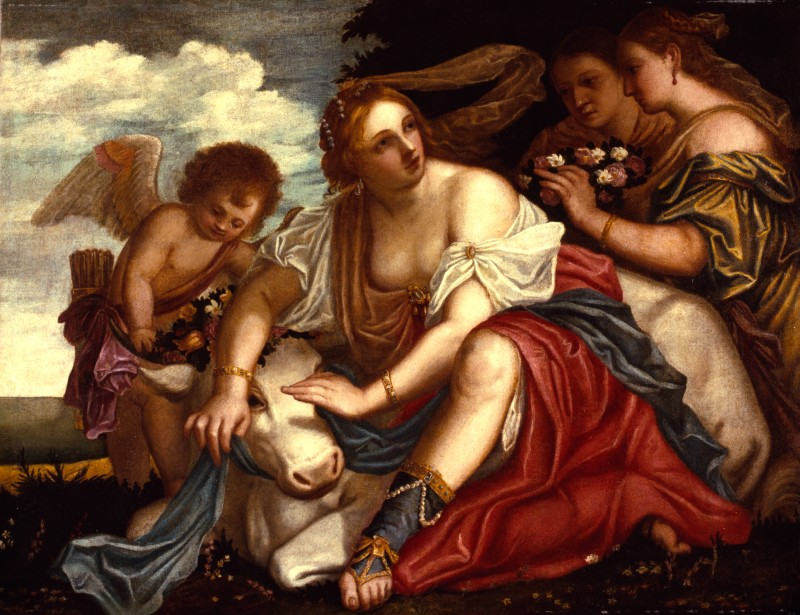
Europa e il toro (Fondazione Cariplo)

Alessandro Varotari, noto anche come il Padovanino (Padova, 4 aprile 1588 – Venezia, 20 luglio 1649), è stato un pittore italiano.

## Biografia
Le fonti alludono ad una formazione iniziale avvenuta presso il padre Dario, noto architetto e pittore di cultura veronesiana. Ciò risulta però molto opinabile, in quanto egli morì intorno al 1596-1597, quando Alessandro era ancora bambino. Gli studi recenti invitano a supporre un'educazione artistica ricevuta senza dubbio nell'ambito di un circolo di conoscenze ruotanti intorno alla famiglia. Il  Boschini (1674) affermò che il Padovanino si formò studiando i dipinti del giovane Tiziano, in particolare quelli presenti nella Scuola del Santo a Padova.
Il Padovanino iniziò ad operare nella sua città natale: la prima sua opera nota, l'Incredulità di san Tommaso, fu realizzata per la chiesa degli Eremitani e ora si trova nella chiesa di Santa Lucia a Padova, mostra chiaramente la sua lontananza dai modi tardomanieristici e la sua adesione al linguaggio di Tiziano, che conobbe direttamente perché il Maestro era alla Scuola del Santo. Le opere successive, sempre realizzate a Padova, mostrano
una conoscenza sempre più approfondita dei nuovi temi della pittura veneziana del Cinquecento; fanno parte di questo periodo la Pentecoste (già nella Scuola dello Spirito Santo a Padova, ora alle Gallerie dell'Accademia di Venezia) e la Madonna col Bambino conservata nel Duomo di Padova.
Nel 1614 il Padovanino si trasferì a Venezia, dove fu iscritto alla Fraglia dei pittori dal 1615 al 1639. Dopo il 1614 compì un viaggio di studi a Roma e ricopiò il Baccanale degli Andrii e il Bacco e Arianna di Tiziano (copie ora all'Accademia Carrara di Bergamo); a Roma entrò in contatto con le novità artistiche dei Carracci. Esistono numerose opere datate, che consentono così di verificare con una certa coerenza il percorso dell'artista, sempre fedele allo stile di Palma il Giovane e Tiziano. Dal 1614 il Padovanino non risiedette più a Padova, ma non si interruppe tuttavia il rapporto con la città natale: nel 1622 eseguì le Nozze di Cana per il refettorio di San Giovanni di Verdara a Padova (oggi alla Scuola Grande di San Marco a Venezia) dove all'accademismo tizianesco s'innesta l'impianto architettonico derivato da Veronese e la rinnovata adesione al linguaggio pittorico delle contemporanee opere di Palma il Giovane.
L'ultima opera documentata a noi pervenuta è la Pala delle milizie del Duomo di Palmanova, nel 1641.
Sua sorella Chiara fu anch'essa pittrice, così come il figlio Dario Varotari il Giovane.

## Opere
- Incredulità di san Tommaso, Chiesa di Santa Lucia, Padova;
- Pentecoste, Gallerie dell'Accademia di Venezia;
- Madonna col Bambino, Duomo di Padova;
- Nozze di Cana, 1622, Scuola Grande di San Marco, Venezia;
- Madonna con il Bambino ed il progetto della Basilica della Salute, olio su tela, 1630, Basilica di Santa Maria della Salute, Venezia;
- Ritratto di Caterina Cornaro, regina di Cipro;
- Miracolo di san Domenico, olio su tela, Basilica dei Santi Giovanni e Paolo, Venezia;
- Orfeo incanta gli animali, olio su tela, 165 x 108 cm, Museo del Prado, Madrid;
- Europa ed il toro,  olio su tela, 95 x 130 cm, 1635 - 1645, fondazione Cariplo;
- Cristo e l'adultera, olio su tela, 58.5 × 74.5 cm, Museo diocesano di Katowice;
- Madonna di Loreto con i santi Giovanni Battista e Niccolò, 253x130 cm, 1630-1640, Chiesa dei Santi Vito, Modesto e Crescenzia;
- Pala delle milizie, 1641, Duomo di Palmanova;
- Amore e Venere, olio su tela, 85 x 109 cm, Museo Correr, Venezia;
- Amore e Flora, olio su tela, 79 x 110 cm, Museo Correr, Venezia;
- Paesaggio con putti alati, olio su tela, 83 x 98 cm, Museo Correr, Venezia;
- Autoritratto, olio su tela, 52,5 x 41,5 cm, Museo Correr, Venezia;
- Ritratto maschile, olio su tela, 52,5 x 41 cm, Museo Correr, Venezia;
- Imbarco di Ulisse, olio su tela, 108 x 126 cm, Museo Correr, Venezia;
- Fanciulli con strumenti musicali, olio su tela, 95 x 119 cm, Museo Correr, Venezia;
- Fanciulli con liuto, olio su tela, 95 x 119 cm, Museo Correr, Venezia;
- Vergine con Bambino e santi Giovanni Battista e Marco, pala d'altare della chiesa S. Giovanni Battista, Settimo di Cinto Caomaggiore;
- Annunciazione, pala laterale della Chiesa di Santa Maria in Castello, San Vito al Tagliamento.
- Allegoria della Fede, olio su tela, 122 x 109, collezione privata;
- Trittico di Sant'Andrea ciclo di tre dipinti chiesa di Sant'Andrea[1]
- Morte di Procri collezione privata, 1631,
- Gesù Cristo flagellato con sant'Alessandro, san Francesco, sant'Antonio Abate e san Giorgio , 195 x 285 cm. chiesa di San Pietro Martire,[2]
- Madonna con Bambino e i santi Nicolò ed Ambrogio, 1630, Chiesa dello Spirito Santo, Lesina, Dalmazia (Croazia).
- Angelo giustiziere (attribuito), Parrocchia di S. Gregorio di Cavalpone.
- Orfeo e Euridice , olio su tela, 164 x 119 cm, Gallerie dell'Accademia, Venezia[3].